# مطار يانجي تشاويانغتشوان
مطار يانجي تشاويانغتشوان (بالإنجليزية: Yanji Chaoyangchuan Airport)‏ (إياتا: YNJ، إيكاو: ZYYJ) يقع في مدينة يانجي في جمهورية الصين الشعبية. صنف مطار يانجي تشاويانغتشوان في المرتبة الثالثة والخمسون في الصين من حيث عدد الركاب عام 2011 وفقًا لإدارة الطيران المدني في الصين، حيث تعامل مع 1,016,274 راكب، وبلغ إجمالي حركة الطائرات (القادمة والمغادرة) 7,884 طائرة وقد بلغت كمية البضائع المنقولة عبر المطار 4,916 طن.

## شركات الطيران والوجهات
| شركـات طيـران          | الوجهات |
| ---------------------- | --- |
| طيران الصين            | مطار بكين العاصمة الدولي، مطار بكين داشينغ الدولي، مطار إنتشون الدولي                                                                                   |
| Air Busan              | Busan |
| خطوط آسيانا الجوية     | مطار إنتشون الدولي |
| خطوط شرق الصين الجوية  | مطار داليان الدولي، مطار هانغتشو شياوشان الدولي، مطار غينغادو جياودونغ الدولي، مطار شانغهاي بودنغ الدولي، مطار يهاي داسهويبو، مطار يانتاي جاوشوي الدولي |
| خطوط جنوب الصين الجوية | مطار تشانغتشون الدولي، مطار داليان الدولي، مطار قوانغتشو باييون الدولي، مطار غينغادو جياودونغ الدولي، مطار إنتشون الدولي، مطار شينزين باوان الدولي      |
| China United Airlines  | مطار بكين داشينغ الدولي |
| Jeju Air               | مطار إنتشون الدولي |
| كوريا للطيران          | مطار إنتشون الدولي |
| طيران لونج             | مطار هاربين الدولي، مطار شيان شيانيانغ الدولي |
| Qingdao Airlines       | مطار غينغادو جياودونغ الدولي، مطار يهاي داسهويبو |
| T'way Air              | Daegu |